# Transdisciplinariedad

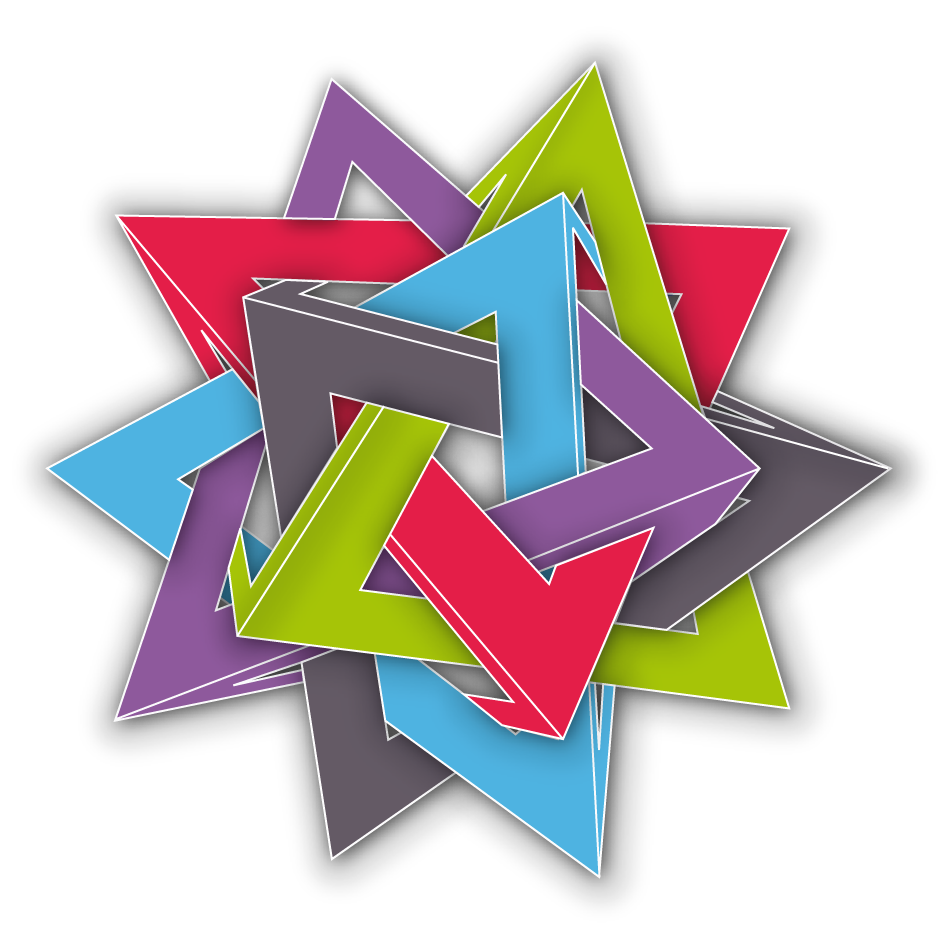
Representación gráfica de Transdisciplinariedad

La transdisciplinariedad connota una estrategia de investigación que atraviesa límites disciplinarios para crear un enfoque holístico. Se aplica a los esfuerzos de investigación centrados en problemas que cruzan los límites de dos o más disciplinas, como la investigación sobre sistemas de información efectivos para la investigación biomédica (ver bioinformática), y pueden referirse a conceptos o métodos que originalmente fueron desarrollados por una disciplina, pero son ahora usados por varios otros, como la etnografía, un método de investigación de campo desarrollado originalmente en antropología pero que ahora es ampliamente usado por otras disciplinas. El Belmont Forum explicó que un enfoque transdisciplinario está permitiendo aportes y análisis en las comunidades interesadas científicas y no científicas, y facilita una forma sistémica de abordar un desafío. Esto incluye iniciativas que apoyan el desarrollo de capacidades requerido para la formulación e implementación transdisciplinaria exitosa de acciones de investigación. 

## Usos

### Aplicado a la resolución de problemas
En los países de habla alemana, Transdisziplinarität se refiere a la integración de diversas formas de investigación e incluye métodos específicos para relacionar el conocimiento en la resolución de problemas.  Una conferencia celebrada en 2003 en la Universidad de Göttingen mostró los diversos significados de multi-, inter y transdisciplinariedad e hizo sugerencias para converger sin eliminar los usos actuales.
Cuando se discute la naturaleza misma de un problema, la transdisciplinariedad puede ayudar a determinar los problemas más relevantes y las preguntas de investigación involucradas. Un primer tipo de pregunta se refiere a la causa de los problemas actuales y su desarrollo futuro (conocimiento del sistema). Otra preocupación es qué valores y normas se pueden usar para establecer los objetivos del proceso de resolución de problemas (conocimiento objetivo). Un tercero se refiere a cómo una situación problemática puede transformarse y mejorarse (conocimiento de transformación). La transdisciplinariedad requiere un tratamiento adecuado de la complejidad de los problemas y la diversidad de percepciones de los mismos, que los conocimientos abstractos y específicos de cada caso están vinculados, y que las prácticas promueven el bien común.
La transdisciplinariedad surge cuando los expertos participantes interactúan en una discusión y diálogo abiertos, dando igual peso a cada perspectiva y relacionándolos entre sí. Esto es difícil debido a la abrumadora cantidad de información involucrada, y debido a la inconmensurabilidad de los idiomas especializados en cada campo de experiencia. Para sobresalir en estas condiciones, los investigadores no solo necesitan un profundo conocimiento y conocimiento de las disciplinas involucradas, sino también habilidades de moderación, mediación, asociación y transferencia. 

### Uso más amplio
Aunque la transdisciplinariedad también se utiliza para definir una unidad de conocimiento más allá de las disciplinas, Gómez-Pineda afirma que «decir transdisciplinariedad es problemático porque es situar un saber entre las disciplinas (como la fracción del clavo que se observa entre dos ladrillos unidos por él), es atravesarlas (como el clavo dentro de cada uno de los ladrillos) y es ponerse más allá de ellas (como la punta del clavo que asoma más allá de uno de los ladrillos)».
Jean Piaget introdujo este uso del término en 1970, y en 1987, el Centro Internacional de Investigación Transdisciplinaria (CIRET) adoptó la Carta de Transdisciplinariedad. El 1.er Congreso Mundial de Transdisciplinariedad se realizó en Portugal, en noviembre de 1994. 
En el enfoque CIRET, la transdisciplinariedad es radicalmente distinta de la interdisciplinariedad. La interdisciplinariedad, como la pluridisciplinariedad, se refiere a la transferencia de métodos de una disciplina a otra, permitiendo que la investigación se extienda más allá de los límites disciplinarios, pero permanezca dentro del marco de la investigación disciplinaria. 
Como indica el prefijo "trans", la transdisciplinariedad concierne a lo que se encuentra a la vez entre las disciplinas, a través de las diferentes disciplinas y más allá de cada disciplina individual. Su objetivo es la comprensión del mundo presente, de los cuales uno de los imperativos es la unidad general del conocimiento. 
Otra característica definitoria fundamental de la investigación transdisciplinaria es la inclusión de las partes interesadas en la definición de los objetivos y estrategias de la investigación para incorporar mejor la difusión del aprendizaje producido por la investigación. La colaboración entre las partes interesadas se considera esencial.   - no solo a nivel de colaboración académica o disciplinaria, sino a través de la colaboración activa con personas afectadas por la investigación y las partes interesadas basadas en la comunidad. De tal manera, la colaboración transdisciplinaria se vuelve singularmente capaz de involucrarse con diferentes formas de conocer el mundo, generar nuevos conocimientos y ayudar a los interesados a comprender e incorporar los resultados o las lecciones aprendidas por la investigación.
Basarab Nicolescu define la transdisciplinariedad a través de tres postulados metodológicos: la existencia de niveles de realidad, la lógica del tercero incluido y la complejidad. En presencia de varios niveles de Realidad, el espacio entre disciplinas y más allá de las disciplinas está lleno de información. La investigación disciplinaria concierne, como máximo, a un mismo nivel de realidad; además, en la mayoría de los casos, solo se refiere a fragmentos de un nivel de Realidad. Por el contrario, la transdisciplinariedad concierne a las dinámicas engendradas por la acción de varios niveles de Realidad a la vez. El descubrimiento de estas dinámicas pasa necesariamente por el conocimiento disciplinario. Si bien no es una nueva disciplina o una nueva superdisciplina, la transdisciplinariedad se nutre de la investigación disciplinaria; A su vez, la investigación disciplinaria se aclara mediante el conocimiento transdisciplinario de una manera nueva y fértil. En este sentido, la investigación disciplinaria y transdisciplinaria no es antagónica sino complementaria. Como en el caso de la disciplina, la investigación transdisciplinaria no es antagónica, sino complementaria de la investigación multidisciplinariedad e interdisciplinariedad. Uno de los exponentes de la primera generación de profesionales transdisciplinarios argentinos Pablo Tigani define a la transdisciplinariedad como:

Es un esquema donde un investigador formado en varias disciplinas integra sus conocimientos, y construye un hilo conductor que atraviesa una problemática en toda su integridad para resolverla a través de decisiones consistentes.

Actualmente, la transdisciplinariedad es un campo académico consolidado que está dando lugar a nuevas investigaciones aplicadas, especialmente en América Latina y el Caribe. En este sentido, la investigación transdisciplinaria y biomimética de Javier Collado en Gran Historia representa una ecología de conocimiento entre el conocimiento científico y la sabiduría ancestral de pueblos originarios, como Pueblos indígenas en Ecuador. Según Collado, la metodología transdisciplinar aplicada en el campo de la Gran Historia busca comprender las interconexiones de la raza humana con los diferentes niveles de realidad que coexisten en la naturaleza y en el cosmos, y esto incluye experiencias místicas y espirituales, muy presentes en los rituales del chamanismo con ayahuasca y otras plantas sagradas. En abstracto, la enseñanza de la Gran Historia en las universidades de Brasil, Ecuador, Colombia y Argentina implica una visión transdisciplinaria que integra y unifica diversas epistemas que están en, entre y más allá de las disciplinas científicas, es decir, incluyen la sabiduría ancestral, espiritualidad, arte, emociones, experiencias místicas y otras dimensiones olvidadas en la historia de la ciencia, especialmente por el enfoque positivista.

### Arte y humanidades
Como en cualquier otra rama de estudio la transdisciplinariedad se puede encontrar en las artes y humanidades. Esto es porque el estudio de este vasto campo se sustenta de otras ramas de conocimientos. Un ejemplo de esto se podría ver en el estudio de la evolución de obras artísticas. Se tiene que apoyar de la historia, evidencias arqueológicas, teología,y muchos más. Las artes en si no tienen el enfoque en su campo sino lo que pueden expresar más allá de las limitaciones de ella, en las ideas/versiones de lo que es el ''ser''. Las artes pues se convierten en herramientas necesarias para la transformación y evolución del aprendizaje. Encarnan el significado de la transdisciplinariedad. 